# ワールド・カーリング
ワールド・カーリング（英語: World Curling, 略称:WC）は、カーリングの国際競技連盟である。本部はスコットランド・パースに置かれている。2024年より世界カーリング連盟（World Curling Federation、略称：WCF）からワールド・カーリングに名称が変更された.。
加盟している国・地域は74（2024年3月現在）で、世界カーリング選手権などカーリングの国際大会の主催が、主な任務となっている。

## 歴史
- 1838年 - グランド・カレドニアン・カーリングクラブが設立（スコットランド）[7]。この頃にカーリングの競技ルールができ、スポーツとしてのスタイルを確立する。
- 1843年 - ロイヤル・カレドニアン・カーリングクラブに名称変更[7]。この団体はスコットランドのカーリング統括団体として2006年現在も存在している。
- 1959年 - 世界カーリング選手権（スコッチ・カップ）が始まる。[7]
- 1966年 - 国際カーリング連盟（International Curling Federation、略称ICF）設立。[1][7]
- 1975年 - 男子の世界ジュニアカーリング選手権が始まる。 [7]
- 1979年 - 世界女子カーリング選手権が始まる。[7]
- 1985年 - 日本カーリング協会が国際カーリング連盟に加盟する。[3]
- 1988年 - 女子の世界ジュニアカーリング選手権が始まる。 [7]
- 1988年 - カルガリーオリンピックで公開競技として開催。
- 1990年 - オリンピックの正式競技への採用を目指して、世界カーリング連盟（World Curling Federation、略称：WCF）に改編。[1][7]
- 1992年 - 国際オリンピック委員会（IOC）の総会で、カーリングが正式競技に認定される。
- 1992年 - 冬季オリンピックのアルベールビルオリンピックで公開競技として開催。
- 1998年 - 長野オリンピックで正式競技として開催。[7]
- 2024年 - ワールド・カーリング（World Curling、略称：WC）に改編。[6]

## WC主催の主な国際大会
- 冬季オリンピック
- 世界男子カーリング選手権
- 世界女子カーリング選手権
- 世界ジュニアカーリング選手権
- 世界ジュニアBカーリング選手権
- 世界シニアカーリング選手権
- 世界ミックスダブルスカーリング選手権
- 世界ミックスカーリング選手権
- 世界車いすカーリング選手権
- 世界車いすBカーリング選手権

### 過去に行われていた国際大会
- カーリング・ワールドカップ

## 加盟国・地域

ワールド・カーリングの地域ゾーン。 緑はアメリカ大陸、青はヨーロッパゾーン、紫はパシフィックアジアゾーンを表す。

WCの傘下には、以下の3つの地域ゾーンと加盟協会がある。
- ヨーロッパゾーン（Europe）
- パシフィックアジアゾーン（Pacific-Asia）
- アメリカ大陸（Americas）

### ヨーロッパゾーン
| 加盟年 | コード | 国                       |
| ------ | ------ | ------------------------ |
| 1991   | AND    | アンドラ                 |
| 1982   | AUT    | オーストリア             |
| 1997   | BEL    | ベルギー                 |
| 2022   | BIH    | ボスニア・ヘルツェゴビナ |
| 2005   | BGR    | ブルガリア               |
| 2013   | BLR    | ベラルーシ               |
| 1966   | CHE    | スイス                   |
| 1990   | CZE    | チェコ                   |
| 1967   | DEU    | ドイツ                   |
| 1971   | DNK    | デンマーク               |
| 1971   | ENG    | イングランド             |
| 1999   | ESP    | スペイン                 |
| 2003   | EST    | エストニア               |
| 1979   | FIN    | フィンランド             |
| 1966   | FRA    | フランス                 |
| 2013   | GEO    | ジョージア               |
| 2003   | GRC    | ギリシャ                 |
| 2004   | HRV    | クロアチア               |
| 1989   | HUN    | ハンガリー               |
| 2003   | IRL    | アイルランド             |
| 1991   | ISL    | アイスランド             |
| 2013   | ISR    | イスラエル               |
| 1972   | ITA    | イタリア                 |
| 1991   | LIE    | リヒテンシュタイン       |
| 2003   | LTU    | リトアニア               |
| 1976   | LUX    | ルクセンブルク           |
| 2001   | LVA    | ラトビア                 |
| 1975   | NLD    | オランダ                 |
| 1966   | NOR    | ノルウェー               |
| 2012   | KOS    | コソボ                   |
| 2022   | POL    | ポーランド               |
| 2017   | POR    | ポルトガル               |
| 2010   | ROM    | ルーマニア               |
| 1992   | RUS    | ロシア                   |
| 1966   | SCO    | スコットランド           |
| 2005   | SRB    | セルビア                 |
| 2003   | SVK    | スロバキア               |
| 2010   | SLO    | スロベニア               |
| 1966   | SWE    | スウェーデン             |
| 2009   | TUR    | トルコ                   |
| 2013   | UKR    | ウクライナ               |
| 1982   | WAL    | ウェールズ               |

### アジアパシフィックゾーン
| 加盟年 | コード | 国                   |
| ------ | ------ | -------------------- |
| 2017   | AFG    | アフガニスタン       |
| 1986   | AUS    | オーストラリア       |
| 2002   | CHN    | 中国                 |
| 2014   | HKG    | 香港                 |
| 2019   | IND    | インド               |
| 2022   | JAM    | ジャマイカ           |
| 1985   | JPN    | 日本                 |
| 2003   | KAZ    | カザフスタン         |
| 2021   | KEN    | ケニア               |
| 2017   | KGZ    | キルギス             |
| 1994   | KOR    | 韓国                 |
| 2019   | KWT    | クウェート           |
| 2012   | MNG    | モンゴル             |
| 2018   | NGA    | ナイジェリア         |
| 1991   | NZL    | ニュージーランド     |
| 2014   | QAT    | カタール             |
| 2017   | SAU    | サウジアラビア       |
| 2022   | THA    | タイ                 |
| 2020   | TKM    | トルクメニスタン     |
| 1998   | TPE    | チャイニーズタイペイ |

### アメリカ大陸
| 加盟年 | コード | 国                       |
| ------ | ------ | ------------------------ |
| 2020   | BOL    | ボリビア                 |
| 1998   | BRA    | ブラジル                 |
| 1966   | CAN    | カナダ                   |
| 2019   | DOM    | ドミニカ共和国           |
| 2016   | GUY    | ガイアナ                 |
| 2016   | MEX    | メキシコ                 |
| 1966   | USA    | アメリカ合衆国           |
| 1991   | ISV    | アメリカ領ヴァージン諸島 |

1. ↑  2021年9月に一度除外されたが、2022年に再加盟した。